# Вознесенье (Смоленская область)
Вознесе́нье — деревня в Смоленской области России, в Угранском районе. Расположена в восточной части области в 0,5 км к северо-западу от Угры, на правом берегу реки Угра.
Население — 236 жителей (2007 год). Входит в состав Русановского сельского поселения.

## Достопримечательности
- Археологические памятники: стоянка эпохи неолита в 800 м севернее деревни на берегу Угры (относится к IV—III тысячелетию до н. э.). 31 курган в 700 м севернее деревни, насыпаны в XI—XIII веках.